# Jelena Perčin
Jelena Perčin (Dubrovnik, 19. siječnja 1981.) je hrvatska kazališna, televizijska i filmska glumica.

## Životopis
Rođena je 19. siječnja 1981. u Dubrovniku. Gimnaziju pohađa u Zagrebu, gdje je i nastupala u dramskoj grupi. 2000. godine upisuje Akademiju dramske umjetnosti u Zagrebu. U ljeto 2001. godine, nakon završene prve godine, prvi put se pojavljuje u predstavi Četvrta sestra u režiji Ivice Boban na Dubrovačkim ljetnim igrama. Godine 2002. igra u Povezanim interesima, u režiji V. Taufera. Iste godine u jesen angažirana je u Gradskom kazalištu Požega, u predstavi Pipi Duga Čarapa, u režiji T. Pavkovića. 2003. godine započinje suradnju s Istarskim narodnim kazalištem u Puli, u predstavi Ne grizi nokte Lidija, u režiji Olivera Frljića i sa zagrebačkim ITD-om u predstavi Top redatelja Roberta Raponje.
U ljeto iste godine ponovno igra na Dubrovačkim ljetnim igrama u Radionici za šetanje, izmišljanje i pričanje B. Jelčića i Grižuli Paola Magellia. Od 2003. stalni je član ansambla kazališta u Virovitici za čiju je predstavu Ženidba dobila 2004. godine nagradu koja se dodjeljuje mladim glumcima na 7. Festivalu pučkog teatra Omišalj – Čavle. Trenutno, uz Ženidbu, igra u predstavama Dug put kući, Arapska noć i Višnjik. 
Televizijskoj je publici najpoznatija po dvjema ulogama, sramežljivoj slikarici Ani Fijan u sapunici Zabranjena ljubav te vamp voditeljici Nini Deverić u kriminalističkoj seriji Dobre namjere. Nakon završetka te serije dobiva ulogu mlade stažistice u liječničkoj seriji Hitna 94. 

## Privatni život
Govori engleski i talijanski jezik.
Godine 2018. udala se za crnogorskog glumca Momčila Otaševića.
Godine 2023. objavila je da se razvodi.

## Filmografija

### Televizijske uloge
- Sjene prošlosti kao Marta Novak (2024.)
- Gora kao Jakovova mama (2023.)
- Ko te šiša kao glumica u sapunici (2017.)
- Kud puklo da puklo kao Miranda Žeravica (2015. – 2016.)
- Zora dubrovačka kao Deša Šimunović Marković (2013. – 2014.)
- Ples sa zvijezdama kao Jelena Perčin (2011.)
- Najbolje godine kao Dunja Dizdar-Lehner  (2010. – 2011.)
- Hitna 94 kao Ivona Zlatar (2008.)
- Bitange i princeze kao Lana (2008.)
- Dobre namjere kao Nina Deverić (2007. – 2008.)
- Zabranjena ljubav kao Ana Fijan (2005. – 2007.)
- Bibin svijet kao Snježana "Snješkica" (2006.)
- Naša mala klinika kao Šemsina djevojka (2005.)
- Villa Maria kao Majda Polovanec (2005.)

### Filmske uloge
- Zbog tebe kao Sara (2016.)
- Most na kraju svijeta kao Ivanka (2014.)
- Priprema kao Lena (2012.)
- 7 seX 7 kao Lada (2011.)
- Duga mračna noć (2004.)
- Kako loš san (2002.)
- Veliko spremanje kao Korina (2000.)

## Vanjske poveznice
- Jelena Perčin u internetskoj bazi filmova IMDb-u (engl.)
- Intervju iz "Nacionala" s glumicom  Arhivirana inačica izvorne stranice od 15. rujna 2008. (Wayback Machine)